# 艾米利亞

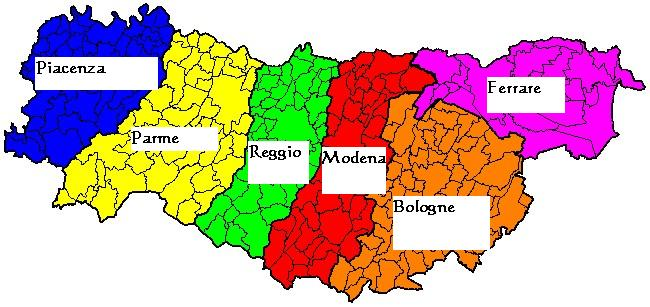
艾米利亞地圖

艾米利亞（義大利語：Emilia）是意大利北部的一個歷史地區，大致對應於現代艾米利亞-羅馬涅大區的西部和東北部，羅馬涅地區構成了現代大區的其餘部分。
該地區東部邊界由錫拉羅河和雷諾河將其與羅馬涅分開。 在北部，艾米利亞以波河與威尼托和倫巴第大區分界。 在西部和南部，亞平寧河流域將它與利古里亞和托斯卡納分開。 在行政上，它包括皮亞琴察、帕爾馬、雷焦艾米利亞、摩德納、博洛尼亞和費拉拉等省。
該地區大致對應於羅馬共和國時期的山南高盧。 公元7年在奧古斯都的統治下，該地區更名為艾米利亞區（拉丁語：Regio VIII Aemilia）。
44°45′N 11°00′E / 44.750°N 11.000°E